# Lubsza (gemeente)
De gemeente Lubsza is een landgemeente in het Poolse woiwodschap Opole, in powiat Brzeski (Opole).
De zetel van de gemeente is in Lubsza.
Op 30 juni 2004 telde de gemeente 8587 inwoners.

## Oppervlakte gegevens
In 2002 bedroeg de totale oppervlakte van gemeente Lubsza 212,71 km², waarvan:
- agrarisch gebied: 47%
- bossen: 46%

De gemeente beslaat 24,27% van de totale oppervlakte van de powiat.

## Demografie
Stand op 30 juni 2004:
| Omschrijving                   | Totaal | Totaal | Vrouwen | Vrouwen | Mannen | Mannen |
| ------------------------------ | ------ | ------ | ------- | ------- | ------ | ------ |
| eenheid                        | aantal | %      | aantal  | %       | aantal | %      |
| inwoners                       | 8587   | 100    | 4335    | 50,5    | 4252   | 49,5   |
| bevolkingsdichtheid (inw./km²) | 40,4   | 40,4   | 20,4    | 20,4    | 20     | 20     |

In 2002 bedroeg het gemiddelde inkomen per inwoner 1252,18 zł.

## Administratieve plaatsen (sołectwo)
Błota, Borucice, Czepielowice, Dobrzyń, Garbów, Kościerzyce, Lubicz, Lubsza, Mąkoszyce, Michałowice, Myśliborzyce, Nowe Kolnie, Nowy Świat, Piastowice, Pisarzowice, Raciszów, Rogalice, Roszkowice, Szydłowice, Śmiechowice, Tarnowiec.

## Overige plaatsen
Borek, Boruta, Kopalina, Książkowice, Lednica, Leśna Woda, Stawy, Zamcze, Złotówka

## Aangrenzende gemeenten
Brzeg, Jelcz-Laskowice, Namysłów, Oława, Popielów, Skarbimierz, Świerczów